# Gustavia grandibracteata
Gustavia grandibracteata är en tvåhjärtbladig växtart som beskrevs av Thomas Bernard Croat och Scott A. Mori. Gustavia grandibracteata ingår i släktet Gustavia och familjen Lecythidaceae. Inga underarter finns listade i Catalogue of Life.